# Imposició del castellà a Amèrica

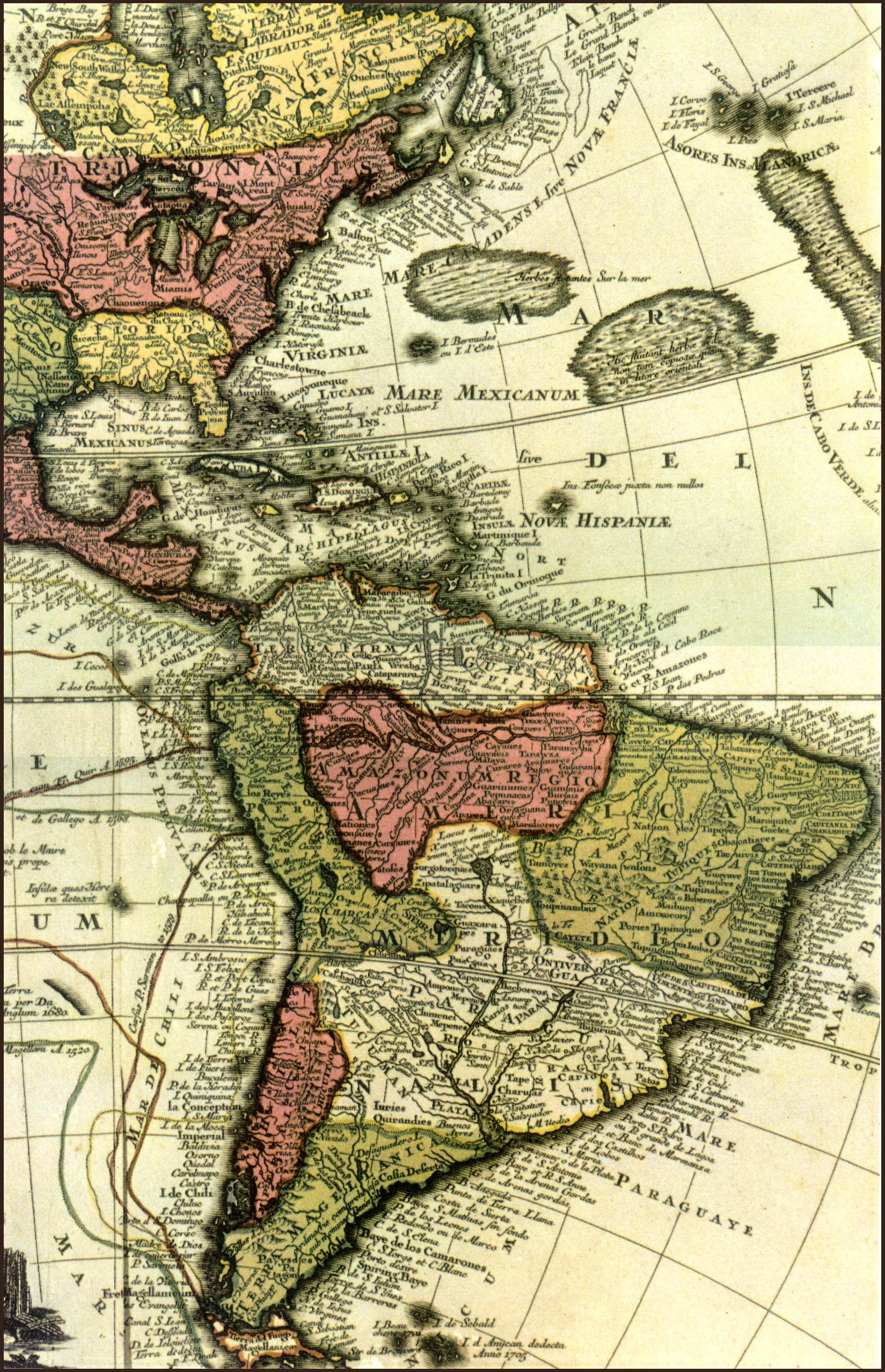
Mapa d'Amèrica de l'any 1705

La imposició de la llengua castellana ha estat la forma activa, mitjançant l'aplicació de polítiques que tradicionalment que van en detriment d'altres llengües a Amèrica. La llista, que comença el 1550 i segueix fins als nostres dies, comprèn diferents formes d'imposició de la llengua que variaran substancialment al llarg del temps, de la mateixa manera que evoluciona la societat.

## Segle XVI
- 7 de juny de 1550 - Real Cédula a las distintas Ordenes Religiosas de Indias para que enseñen la lengua castellana a los indios.[1]
- 16 de gener de 1590 - Real cédula dirigida al Consejo de Indias por la que se ordena que desde la niñez los indios aprendan y hablen la lengua castellana.[2]

## Segle XVII
- 2 de març de 1634 - Cédulas generales para que los Arzobispos y Obispos den las órdenes convenientes para que los indios aprendan la lengua española.[3]
- 6 d'abril de 1691 - Cédula por la que se ordena que en todas las ciudades, villas y lugares de los Reinos de Indias se pongan escuelas y maestros que enseñen a los indios la lengua castellana, con lo demás que se expresa.[4]
- 30 de maig de 1691 - Para que en las todas las ciudades, villas, lugares y pueblos de indios de los Reinos de Indias se pongan escuelas con maestros que enseñen a los indios la lengua castellana, en la forma y con las circunstancias que se expresan.[5]

## Segle XVIII
- 23 de juny de 1768 - Real Cédula de S.M. a consulta de las del Consejo, reduciendo el arancel de los derechos procesales a reales de vellón en toda la Corona de Aragón, y para que en todo el Reino se actúe y enseñe en lengua castellana, con otras cosas que se expresan.[6]
- 10 d'octubre de 1769- Circular que dispone que se instruya a los Indios en la lengua Castellana y la doctrina cristiana.[7]
- 16 d'abril de 1770 - Real Cédula para que en los Reinos de Indias, Filipinas y adyacentes, se observen los medios para conseguir que se destierren los diferentes idiomas que se usan en aquellos dominios y solo se hable el castellano.[8]
- 24 de desembre de 1772 - Real cedula de S.M. por la cual manda que todos los mercaderes y comerciantes de por mayor y menor de estos mis reinos y señorios sean naturales o extranjeros lleven y tengan sus libros en idioma castellano según la ley de la nueva recopilación.[9]
- 1780 José Moñino y Redondo, el comte de Floridablanca promulga una reial provisió per la qual obliga que totes les escoles han d'ensenyar la gramàtica de la Reial Acadèmia Espanyola.[10]
- 5 de novembre de 1782 - Cédula dirigida a los Presidentes, Audiencias, Arzobispos y Obispos de las Indias por la que se establece el orden que se ha de seguir para la dotación de maestros para las escuelas del idioma castellano en los pueblos de indios.[11]
- 1799 Reial cèdula que prohibeix "representar, cantar y bailar piezas que no fuesen en idioma castellano"[12]

## Segle XIX
- 1801 Manuel de Godoy obliga que a cap teatre no es representi cap obra que no sigui en castellà.[13]
- 1821 El Pla Quintana obliga a fer servir el castellà al sistema escolar.[14]
- 1825 El Pla Colomarde, intenta instituir l'ensenyament oficial uniforme en castellà: es prohibeix l'ús del català a les escoles.[14]
- 1834 La Instrucció Moscoso de Altamira obliga a fer servir el castellà al sistema escolar.[14]
- 1857 Llei Moyano[15][16] d'instrucció pública, la qual només autoritza el castellà a les escoles.